# Воронцово-Николаевский район (Сальский округ)
Воронцово-Николаевский район — административно-территориальная единица, существовавшая в составе Сальского округа Юго-Востока (Северо-Кавказского края) РСФСР в 1924—1930 годах.
Административный центр — посёлок Торговая (с июня 1924 года по март 1926 года), село Воронцово-Николаевское (с марта 1926 года по август 1930 года).

## История
Воронцово-Николаевский район был передан в состав Сальского округа Юго-Востока России из Ставропольской губернии на основании постановления  Президиума ВЦИК от 2 июня 1924 года о новом административно-территориальном делении  Юго-Востока.
На сентябрь 1924 года в состав Воронцово-Николаевского района входили следующие сельсоветы: Бараниковский, Берёзовский, Богородицкий, Воронцово-Николаевский, Екатериновский, Ивановский, Кручено-Балковский, Немецко-Хагинский, Николаевский, Ново-Егорлыкский, Ново-Манычский, Поливянский, Развиленский, Романовский,Сандатовский, Сысоево-Александровский, Шаблиевский, Эсто-Хагинский.
В октябре 1924 года Юго-Восточная область была переименована в Северо-Кавказский край. С этого времени Воронцово-Николаевский район входил в состав Сальского округа Северо-Кавказского края.
В марте 1925 года Немецко-Хагинский и Эсто-Хагинский сельсоветы были переданы в состав Калмыцкой автономной области.
В соответствии с постановлением президиума Северо-Кавказского крайисполкома от 7 августа 1930 года Воронцово-Николаевский район переименован в Сальский район с центром в городе Сальске (бывший пос. Торговый). С августа 1930 года с упразднением Сальского округа, район перешёл в прямое подчинение  Северо-Кавказскому краю.